# Antonio Labriola
Antonio Labriola (født 2. juli 1843 i Cassino, død 12 februar 1904) var italiensk filosof og socialist, og bliver betegnet som far til italiensk marxisme. Han studerede hegelske filosofi ved universitetet i Napoli under Bertrando Spaventa.
Mellem 1870 og 1874 skrev Labriola for liberale politiske tidsskrifter, såsom Gazzetta di Napoli, Il Piccolo, L'Unità Nazionale og Monitore di Bologna. Fra disse artikler kan man allerede varsel Labriola ønske om at studere i en konkret måde behovene i de populære masserne, især de nationale undervisningsministerier, forstået som intellektuel og moralsk reform, et emne, der bliver fundet igen og igen i hans filosofiske skrifter af denne periode (Oprindelsen og arten af de lidenskaber i Etik af Spinoza i 1866, Doktrinen om Socrates ifølge Senofonte, Platone og Aristoteles i 1871, On Moral frihed og moralen for Religionsvidenskab, begge 1873).
I 1874 blev han professor i moralfilosofi og pædagogik ved universitetet i Rom. Efterfølgende underviste han i filosofi, historie og pædagogik.
Omkring 1890 begyndte han at studere værker af Marx og Engels og blev overbevist om, at i den moderne verden de mest kreative og revolutionerende kraft er den arbejdende klasse socialistiske bevægelse.